# The Carmilla Movie
The Carmilla Movie ist ein kanadischer Vampirfilm aus dem Jahr 2017. Er beruht auf der Webserie Carmilla, welche auf dem gleichnamigen Roman von Sheridan Le Fanu basiert. Am 26. Oktober 2017 hatte der Film in 30 Cineplex-Kinos in Kanada und auf der Homepage der Serie  Premiere. Seit dem 27. Oktober ist der Film auch auf dem Streamingportal Fullscreen verfügbar.

## Handlung
Der Film spielt 5 Jahre nach Ende der dritten und somit letzten Staffel der Serie Carmilla, in der Laura und Carmilla den Weltuntergang verhindert und überlebt haben. Carmilla, die gerade ihr Vampirdasein hinter sich gelassen hat, gewöhnt sich an ihr wiedergewonnenes Menschsein, während Laura sich weiter ihren journalistischen Ambitionen und Social-Media-Projekten widmet. Unerwartet zeigt Carmilla Anzeichen dafür, dass sie sich zurück in einen Vampir verwandelt. Dazu kommen seltsame Albträume aus Carmillas Vergangenheit, von denen Laura geplagt wird. Zusammen mit ihren alten Freunden der Silas-Universität gehen die beiden der Sache auf den Grund, um Carmillas Menschlichkeit zu retten. Zu diesem Zweck reisen sie in die Steiermark, zu dem Anwesen, in dem Carmilla einst Elle kennenlernte. Bald treffen die Protagonisten auf die Geister von jungen Frauen aus dem 19. Jahrhundert, die zwar feindselig und bedrohlich wirken, sich aber als freundlich entpuppen und Laura und die anderen sogar auf eine „Willkommensparty“ einladen. Auf dieser Party enthüllen die Geister, die alle ehemalige Opfer von Carmilla sind, dass Elle sie in einer Art Zwischenwelt gefangen hält und sie Carmillas Hilfe brauchen, um endlich in Frieden ruhen zu können. Dies soll während der Party durch ein Ritual erreicht werden. Das Ritual geht jedoch schief, da Elle von Anfang an ihre Finger im Spiel hatte und sämtliche Ereignisse nur eingefädelt hatte, um sich an Carmilla rächen zu können, die sie für ihr Schicksal verantwortlich macht. (Wie man ebenfalls erfährt, sorgte sie auch für Carmillas teilweise Rückverwandlung.) So werden nach und nach alle Figuren in die Zwischenwelt gezogen, wo Elle Jagd auf sie macht. Carmilla schafft es schließlich, das Ritual zu vollenden, das sie jedoch wieder vollständig zum Vampir werden lässt, Elle so zu besiegen und die anderen Geister zu erlösen.
In einer Post-credit-Szene taucht Mattie in der Wohnung von Laura und Carmilla auf. Sie erzählt Carmilla, dass der Anglerfisch aus der Serie wohl ein Weibchen war und auf der ganzen Welt Anglerfisch-Halbgott-Eier verteilt hat, die nun zerstört werden müssen. Dabei will Mattie Carmillas Hilfe. Carmilla willigt sofort ein, womit ein weiterer Film als Fortsetzung angedeutet wird.

## Produktion

### Vorgeschichte
The Carmilla Movie basiert auf der Webserie Carmilla und spielt fünf Jahre nach Ende selbiger Serie. Als das Ende der Webserie auf der New York Comic Con 2016 angekündigt wurde, wurde gleichzeitig auch bekannt gegeben, dass es einen Carmilla-Film geben werde. Ergänzend zu einigen Darstellern aus der Webserie kamen im Film einige neue Darsteller hinzu, darunter auch Dominique Provost-Chalkley als Carmillas erste große Liebe Elle. Der Film wurde innerhalb von 14 Tagen gedreht und von Shaftesbury produziert.

## Kritiken
Kelsey Juntwait von Culturess findet, dass The Carmilla Movie eine wunderschön geschriebene Geschichte über Liebe und Verlust sei und darüber, was jemand bereit sei für einen geliebten Menschen aufzugeben. Der Erfolg des Films beruhe maßgeblich auf unbestreitbaren Chemie zwischen Bauman und Negovanlis. Der Auftritt von Provost-Chalkley als Carmillas Ex-Liebhaber Elle liefere absolute Spannung. Mit einem paranormalen und leidenschaftlichen Drehbuch inspiriere  Carmilla weiterhin ein Franchise, welches die Queere Geschichtserzählung revolutioniere.
Dean Pfeiffer von Easttennessean findet die Geschichte, im Gegensatz zu der in der Webserie, eher flach. Der Handlung im Film sei nur schwer zu folgen und die Höhepunkte des Films seien in den verwirrenden Hintergrundgeschichten und Handlungswechseln untergegangen. Jedoch trügen die schauspielerischen Leistungen sowie das Bühnenbild und die Anspielungen auf Serien, Filme und Bücher zu einer lebensfrohen und anrührenden Atmosphäre bei. Auch die neuen Charaktere sowie Dominique Provost-Chalkleys Darstellung als Bösewicht trügen wesentlich zum Reiz des Films bei. Außerdem wäre der Film ein erster Schritt für diejenigen, die sich mehr LGBT-Themen in den Medien wünschten und eine gute lesbische Beziehung sehen wollten, die junge, queere Teens leicht nachvollziehen könnten.
Peter Knegt von CBC Arts glaubt, dass die Zuschauer auch die Webserie gesehen haben müssen, um den Film richtig verstehen zu können. Da er keine der Episoden der Webserie gesehen habe, sei es nur sehr schwer für ihn gewesen, der Handlung im Film zu folgen. Zu seiner Überraschung sei der Film nicht lediglich ein lesbischer Vampirfilm, sondern umfasse viele LGBTQ-Themen. So gebe es mit LaFontaine beispielsweise einen nichtbinären Charakter.
Aja Romano von Vox denkt, dass The Carmilla Movie insbesondere für diejenigen interessant wäre, die gerne ein paar Stunden damit verbringen würden, sich zwei wunderschöne Frauen anzuschauen, die glücklich miteinander in einer einfachen, süßen Liebesgeschichte seien.
Princess Weekes von The Mary Sue findet, dass der Film gute Charakterentwicklungen biete, die Chemie zwischen den beiden Leads knistere und knalle. Außerdem seien auch die Nebenfiguren, insbesondere die von Mel, sehr stark. The Carmilla Movie sei nicht nur ein Film über Vampire, sondern es gehe auch um Liebe, Freundschaft und die Kraft, die damit einhergeht, dass jemand seine eigene Wahrheit lebt und für die Dinge kämpft, die ihm am wichtigsten seien, selbst wenn es sich unmöglich anfühle.
Karly Ko von Autostraddle findet, dass The Carmilla Movie ihr genau das geboten habe, was sie sich immer von einer Filmadaption einer geliebten Serie gewünscht habe. Sie lobte insbesondere die Darstellungen von Natasha Negovanlis, Elise Bauman und Dominique Provost-Chalkley.